# الصبرة (ملحان)

تعديل مصدري - تعديل

الصبرة هي إحدى قرى عزلة الروضة بمديرية ملحان التابعة لمحافظة المحويت، بلغ تعداد سكانها 175 نسمة حسب تعداد اليمن لعام 2004.